# Les Cahiers du musée national d'Art moderne
Les Cahiers du Musée national d'art moderne est une revue scientifique éditée par les éditions du Centre Pompidou. Fondée en 1979, cette revue d'histoire de l'art est trimestrielle.